# Altiphrynoides
Altiphrynoides är ett släkte av groddjur som ingår i familjen paddor.
Arterna förekommer i bergstrakter i södra Etiopien.
Arter enligt Catalogue of Life:
- Altiphrynoides malcolmi
- Altiphrynoides osgoodi